# Бійєтит
Бійєтит — незвичайний мінерал урану, який містить барій. Хімічна формула: Ba(UO2)6O4(OH)6•8H2O. Зазвичай це прозорі жовті орторомбічні кристали. Бійєтит названий на честь Valère Billiet (1903—1945), бельгійського кристалографа з Гентського університету, Гент, Бельгія.
Бійєтит був виявлений в районі уранового рудника Shinkolobwe в провінції Верхня Катанга Демократичної Республіки Конго (ДРК).